# 크리스찬 보빙
크리스천 보빙(Christian Boeving, 1969년 6월 5일 ~ )은 미국의 배우, 모델, 각본가, 영화 제작자, 포르노 배우, 스턴트 배우이다.
댈러스에서 태어났다.

## 영화
- 좀비 매서커 (2013년) - 잭 스톤 역
- 슈퍼히어로의 진실 (2008년)
- The Unknown (2005) - 리오 역
- 킹덤 오브 헤븐 (2005년)
- 앤드로미나 (1999년)
- 플로리스 (1999년)
- 배트맨 4 - 배트맨과 로빈 (1997년)